# Rio Meia Ponte
Il Meia Ponte (Portoghese, Rio Meia Ponte) è uno dei più importanti fiumi che attraversa la città di Goiânia, capitale dello Stato brasiliano di Goiás. La sua fonte si trova 60 km a nord della città di Goiânia per poi scorrere attraverso quella città in direzione sud fino ad unirsi al fiume Paranaíba, appena a valle della diga Cachoeira Dourada. Il fiume Paranaíba segna il confine tra gli Stati di Goiás e Minas Gerais. Il bacino del Meia Ponte di Meia fornisce acqua per due milioni di persone, cinquanta per cento della popolazione dello Stato, e gran parte dell'economia dipende da esso.
Il Ponte Meia riceve grandi quantità di immondizia, rifiuti industriali e acque reflue non trattate riducendo notevolmente la qualità delle sue acque. La città di Goiânia discariche oltre il 90% delle sue acque reflue nel fiume.
Una valutazione preliminare della qualità dell'acqua a valle di Goiânia indica che il fiume ha un tratto di 60 chilometri al di sotto Goiânia con bassi livelli di ossigeno e quindi una limitata capacità di sostenere la vita acquatica o fornire le condizioni per l'attività agricola.
Inoltre, le estati possono durare fino a sei mesi, il che significa che il Meia Ponte non è in grado di fornire acqua per tutta la popolazione che dipende da esso. Recentemente è stato avviato un progetto per cercare di recuperare questo importante fiume, ed un impianto di depurazione è in costruzione a Goiânia.